# نیل هاپکینز
نیل هاپکینز (انگلیسی: Neil Hopkins؛ زادهٔ ۱۳ مهٔ ۱۹۷۷) یک هنرپیشه اهل ایالات متحده آمریکا است.